# Maidur, Ranibennur
Maidur là một làng thuộc tehsil Ranibennur, huyện Haveri, bang Karnataka, Ấn Độ.